# Oberheldrungen
Oberheldrungen ist eine Gemeinde im thüringischen Kyffhäuserkreis. Zur Gemeinde Oberheldrungen gehört der Ortsteil Harras.

## Geografie
Oberheldrungen liegt zwischen der Schmücke und der Hohen Schrecke. Durch den Ort fließt der Helderbach.
1,5 km südöstlich von Harras entfernt liegt auf dem Hauptberg der Schmücke im Norden auf dem vorgelagerten Höhenrücken der Bonifatiusberg. Auf dieser Anhöhe befindet sich eine Wallanlage, in der Bronzefunde geborgen wurden. Der Fundreichtum der Gräber und Grabhügel auf dem Höhenrücken der Schmücke ist mit dem des Kleinen Seeberges im Thüringer Becken zu vergleichen.

## Geschichte
Oberheldrungen wurde erstmals im Jahre 874 urkundlich erwähnt. Später gehörte der Ort zum Amt Heldrungen.
Industriegeschichtlich bedeutsam ist der frühere Bergbau auf Kalisalze. Das stillgelegte Kalibergwerk Gewerkschaft Heldrungen II, auch unter dem Namen Schacht „Anna“ bekannt, liegt unmittelbar südlich von Oberheldrungen (vergleiche nachstehenden Lageplan).
Im Jahre 1902 wurde mit dem Abteufen des Schachtes „Anna“ begonnen. Seine Fertigstellung dauerte zwei Jahre.

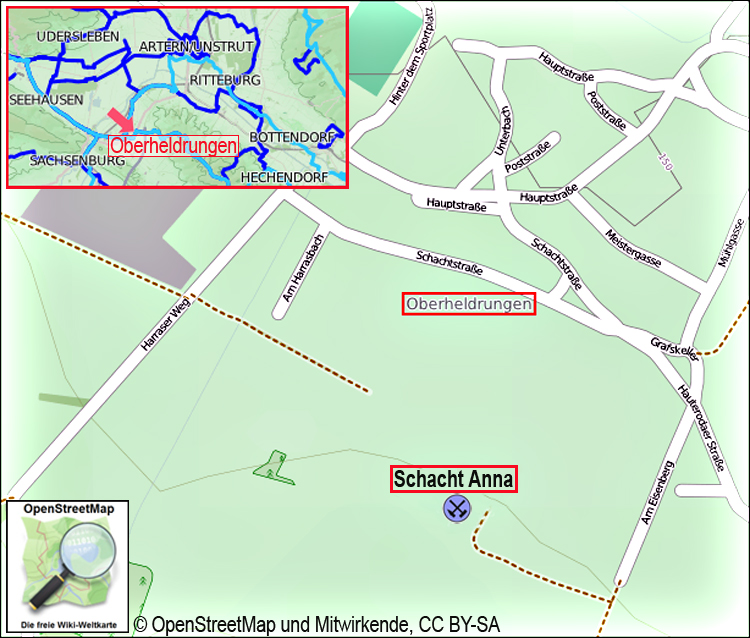
Lage Schacht „Anna“
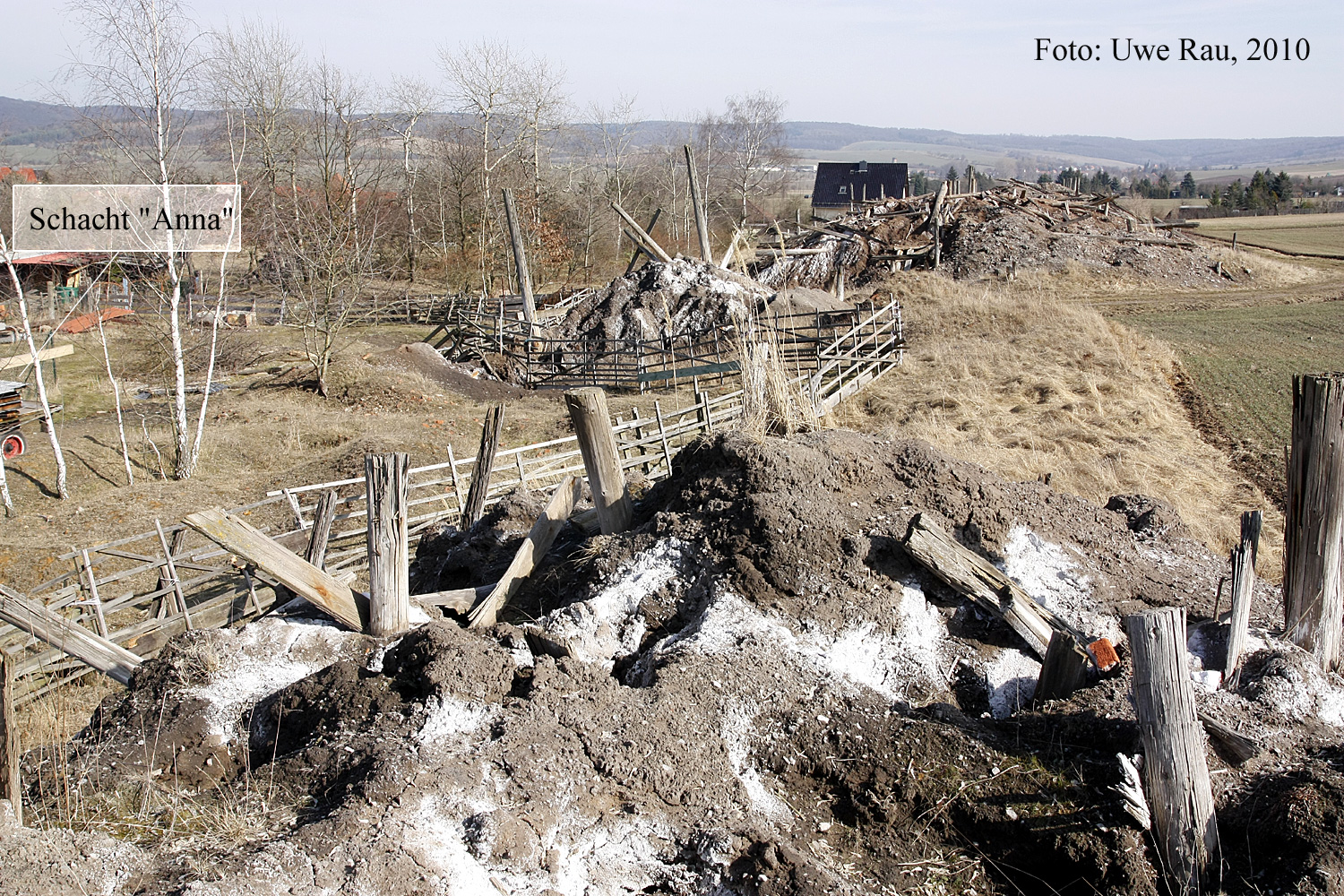
Reste bergbaulicher Zeiten
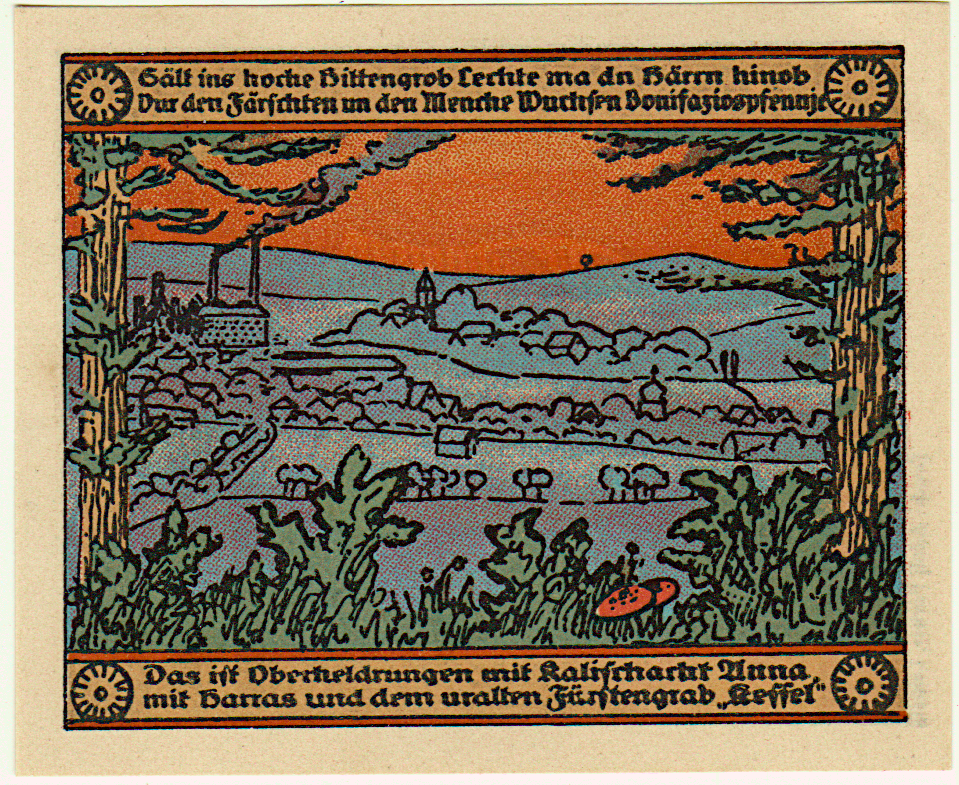
Der Schacht auf einem Notgeldschein von 1921

Die Gewinnung von Carnallitit erfolgte ab 1905. Die bergmännische Abbaumethode war das Kammerbau-Verfahren. Die Mächtigkeit des Kaliflözes Staßfurt schwankte aufgrund der Lagerstättentektonik, erreichte stellenweise über 30 m. Die Verarbeitung der geförderten Salze geschah in werkseigenen Fabrikanlagen, von denen Ruinen heute noch erhalten sind (siehe Fotos nebenstehend). Im Jahre 1924 wurde die Schachtanlage Heldrungen II gemäß § 83a der Stilllegungsverordnung endgültig stillgelegt.
Seit dem 1. Januar 2019 ist An der Schmücke erfüllende Gemeinde für Oberheldrungen, zuvor gehörte Oberheldrungen der Verwaltungsgemeinschaft An der Schmücke an.

### Einwohnerentwicklung

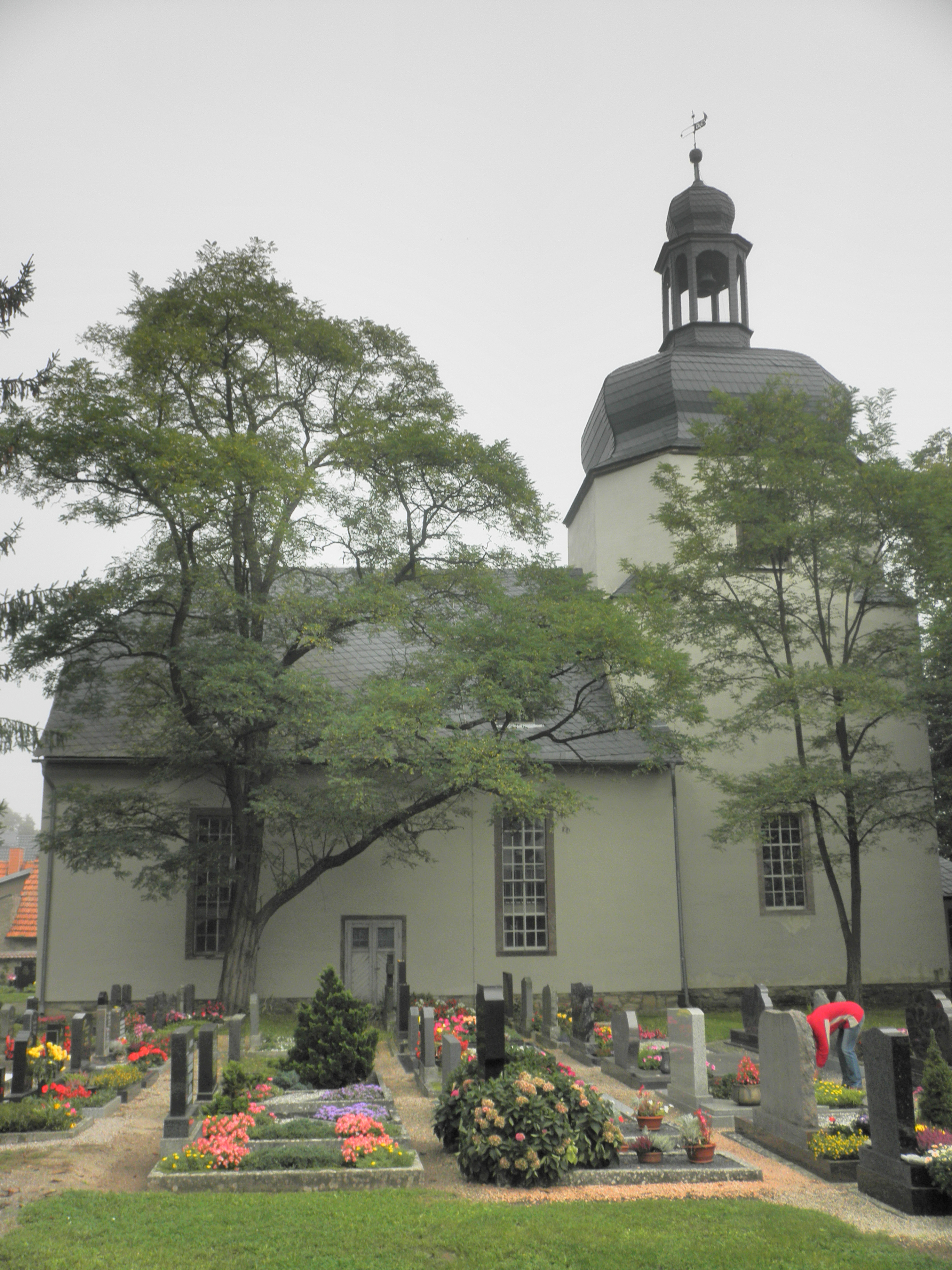
Bonifaziuskirche in Oberheldrungen (2014)

Entwicklung der Einwohnerzahl (31. Dezember):
| - 1994: 1108 - 1995: 1110 - 1996: 1107 - 1997: 1095 - 1998: 1083 - 1999: 1080 | - 2000: 1063 - 2001: 1044 - 2002: 1025 - 2003: 1005 - 2004: 1000 - 2005: 0970 | - 2006: 948 - 2007: 932 - 2008: 924 - 2009: 911 - 2010: 892 - 2011: 848 | - 2012: 826 - 2013: 810 - 2014: 809 - 2015: 806 - 2016: 813 - 2017: 805 | - 2018: 795 - 2019: 796 - 2020: 780 - 2021: 757 |

## Kultur und Sehenswürdigkeiten
- Bonifatiuskirche (von 1714)
- seltene Pflanzen wie Enzian, Silberdistel, Fossilienfunde in Kalkstein

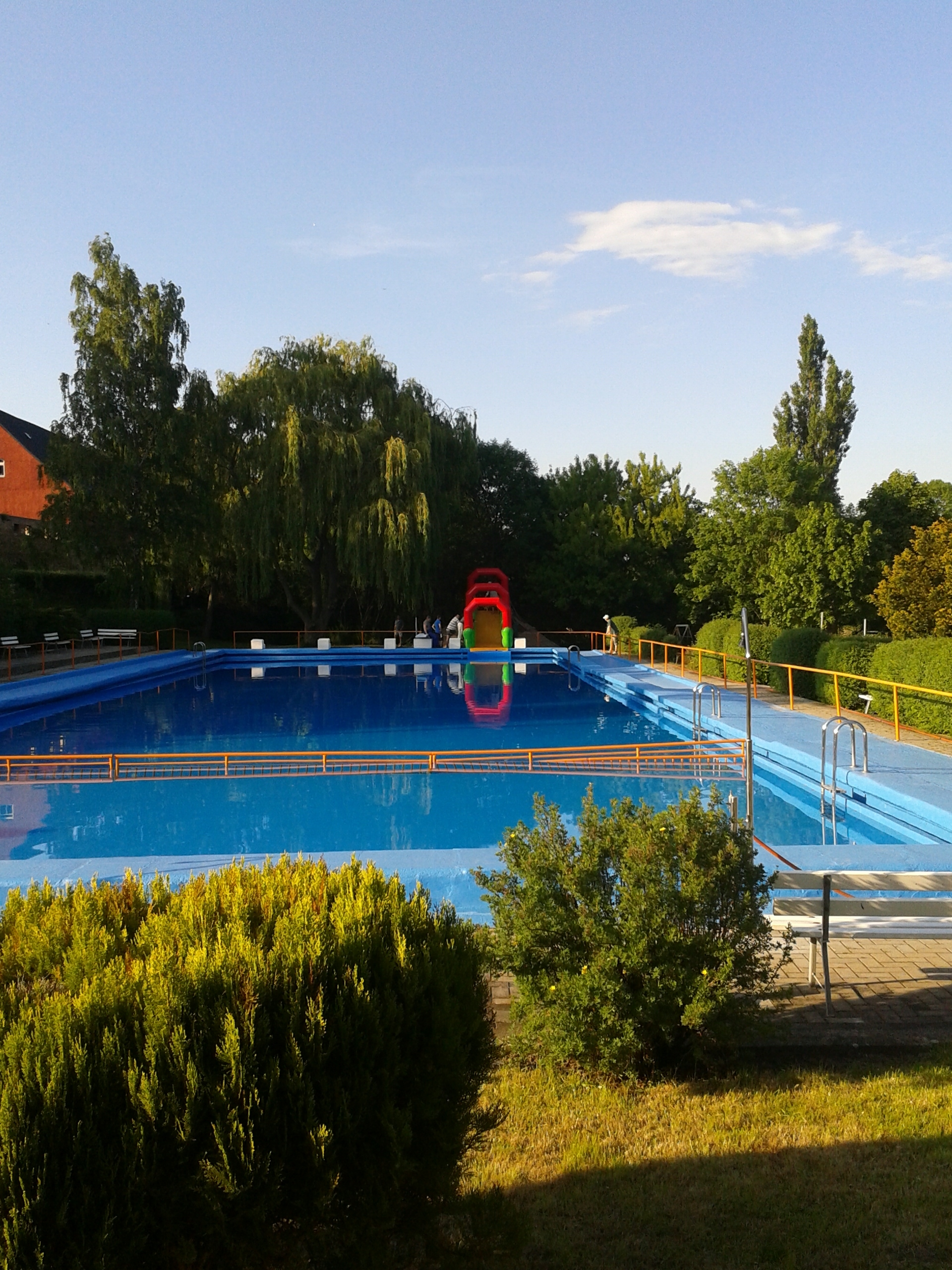
Freibad im Ortsteil Harras
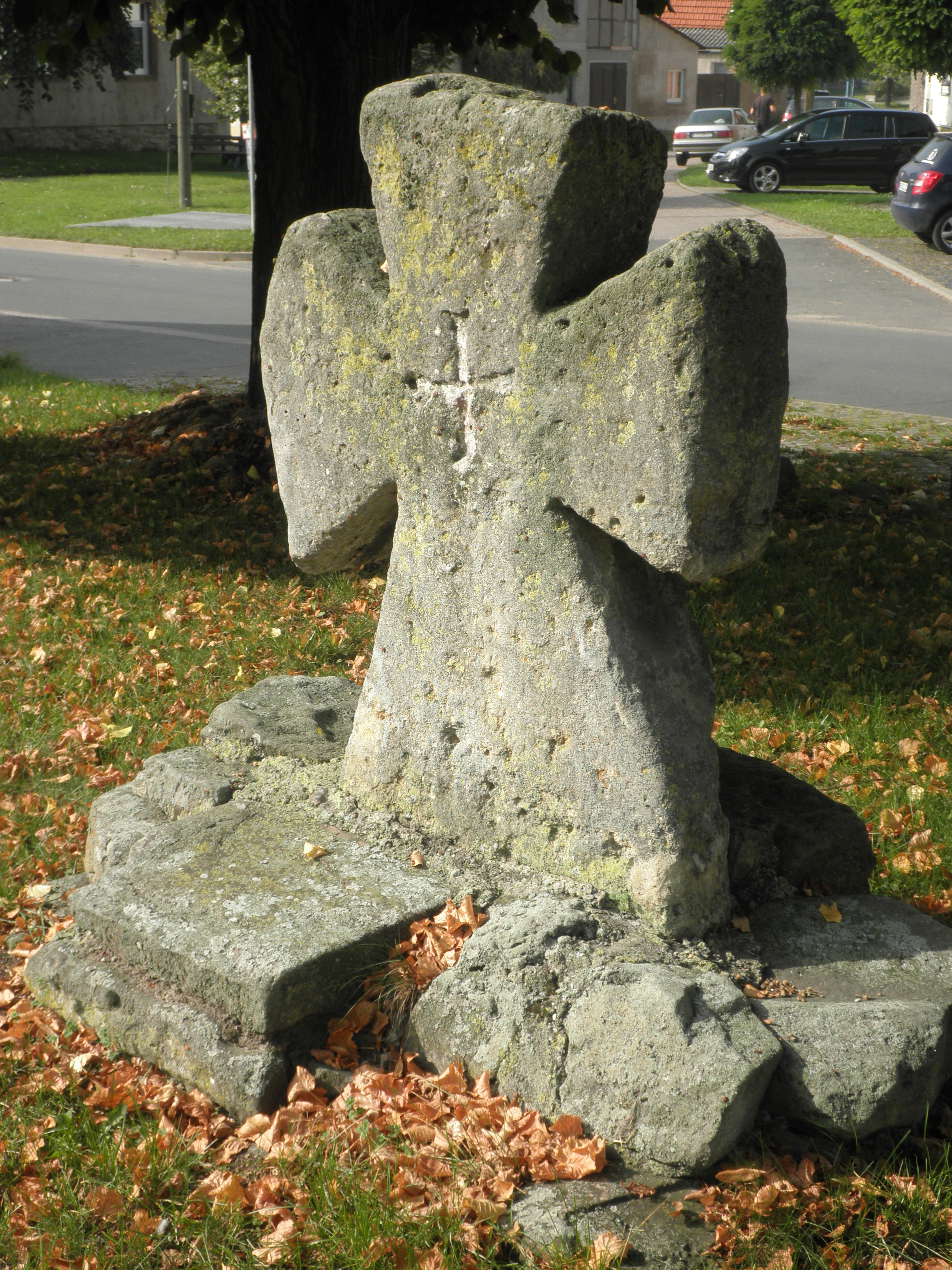
Steinkreuz

## Persönlichkeiten
- Franz David Christoph Stoepel (* 14. November 1794 in Oberheldrungen; † 19. Dezember 1836 in Paris), Musiker von zweifelhaftem Rufe, der aber seinerzeit viel Staub aufgewirbelt hat[4]
- Joachim Wolff (* 13. August 1923 Oberheldrungen; † 4. November 2009), Stahlbildhauer
- Cathlen Gawlich (* 11. März 1970 in Sömmerda, Bezirk Erfurt), Schauspielerin und Hörspiel- und Synchronsprecherin